# Michail Michailowitsch Soschtschenko
Michail Michailowitsch Soschtschenko (russisch Михаил Михайлович Зощенко, ukrainisch Михайло Михайлович Зощенко; wiss. Transliteration Michailо Michajlovič Zoščenko; * 28. Julijul. / 9. August 1894greg. in Sankt Petersburg, Russisches Kaiserreich; † 22. Juli 1958 in Leningrad, Sowjetunion) war ein sowjetischer Schriftsteller.

## Leben
Soschtschenko wurde als Sohn eines Malers und einer Schauspielerin geboren und wuchs mit sieben Geschwistern auf.
Nach dem Besuch des Gymnasiums war er in den Jahren 1913 und 1915 an der juristischen Fakultät  der Universität Sankt Petersburg eingeschrieben; er verfasste bereits in dieser Zeit seine ersten Erzählungen. Sein Studium wurde vom Ersten Weltkrieg unterbrochen, zu dem sich Soschtschenko 1915 freiwillig meldete.
Während des Krieges erlitt der Dichter eine Gasvergiftung mit bleibenden Schäden für sein Herz, aufgrund deren er 1917 aus der Armee entlassen wurde. Die schwere Krankheit spiegelt sich in etlichen seiner Werke wider.
Nach der Rückkehr nach Petersburg (nun Petrograd) schrieb er einige unveröffentlichte Erzählungen, denen ein Einfluss Maupassants nachgesagt wird. Trotz seiner Herzkrankheit nahm Soschtschenko 1918/19 auf der Seite der Roten Armee am Bürgerkrieg in Russland teil.
Nach dem Bürgerkrieg bestritt Soschtschenko seinen Lebensunterhalt unter anderem als Postleiter, Detektiv, Tierzüchter, Milizionär, Schuster, Tischler und Büroangestellter. Ab 1920, zurück in Petrograd, begann er wieder zu schreiben; einzelne Erzählungen erschienen in den zahlreichen satirischen Zeitschriften der NEP-Zeit, und eine erste Sammlung von Erzählungen kam 1922 heraus und trug den Titel Erzählungen des Nasar Iljitsch Herrn Blaubauch (Рассказы Назара Ильича, господина Синебрюхова) und strahlte durch den dummdreisten Ich-Erzähler à la Schwejk eine Tragikomik aus, die bei Publikum und Kritik erfolgreich angenommen wurde. Der neue Heldentypus des wenig von Geistesgaben belasteten „Sowjetmenschen“, der sich durch den Alltag kämpft, fand sich auch in den weiteren Erzählungen Soschtschenkos. Als Stilmittel verwendete Soschtschenko dazu den sog. Skas, eine auch schon in den Werken Gogols vorkommende pseudomündliche Erzählweise in umgangssprachlichem Duktus. In den folgenden Jahren gehörte Soschtschenko zu den meistgelesenen Autoren des Landes und seine Erzählsammlungen und Werke wurden in zahlreichen Zeitschriften, Zeitungen und Verlagen in hohen Auflagen herausgegeben.
1921 schloss sich der Dichter der neu gegründeten literarischen Gruppe der Serapionsbrüder (Серапионовы братья) an und war bis zu ihrem Ende ihr ständiges Mitglied.
Allmählich wendete sich Soschtschenko von den Erzählungen ab und begann größere Werke wie Die wiedererlangte Jugend (Возвращённая молодость, 1933) oder Das Himmelblaubuch (Голубая книга, 1935) zu schreiben. Stets entfernte er sich in seinen späteren Werken immer mehr von der satirischen und humoresken Bahn und experimentierte mit verschiedenen Kompositions- und Darstellungsmethoden. Nach Erscheinen des Himmelblaubuches konnte Soschtschenko nur noch Feuilletonartikel und Kindergeschichten veröffentlichen. Der 1940 auf Deutsch erschienene Erzählband Schlaf’ schneller, Genosse! wurde ein Erfolg im nationalsozialistischen Deutschland. Adolf Hitler war begeistert davon und ließ Exemplare für sein Umfeld besorgen.
Während des Zweiten Weltkrieges wurde Soschtschenko aus dem belagerten Leningrad nach Alma-Ata evakuiert und arbeitete in den dortigen Filmstudios. Nach Ende der Leningrader Blockade kehrte er noch während des Krieges nach Leningrad zurück und nahm seine schriftstellerische Tätigkeit wieder auf, unter anderem auch in satirischen Zeitschriften wie Krokodil.
Durch seine Veröffentlichungen geriet er ins Kreuzfeuer der Kritik des Stalin-Regimes. Besonders nach dem Erscheinen der ersten Kapitel seines Werkes Vor Sonnenaufgang (Перед восходом солнца) im Jahr 1943 in der Zeitschrift Oktjabr’ wurde der Dichter Angriffen der Parteikritik ausgesetzt. Der Leningrader Parteisekretär Andrej Schdanow bezeichnete Vor Sonnenaufgang als „ekelhaftes Werk“. Soschtschenkos Werke durften nicht mehr gedruckt werden, und selbst seine Herausgeber distanzierten sich von ihm. Es folgte der Ausschluss aus sämtlichen Stellungen und schließlich auch aus dem Schriftstellerverband mit dem Parteierlass vom 14. August 1946.
Nach Stalins Tod im März 1953 wurde Soschtschenko rehabilitiert und wieder in den Schriftstellerverband aufgenommen. 1956, zwei Jahre vor seinem Tod, erschien ein Auswahlband seiner Werke.
Einem breiteren ostdeutschen Publikum wurde er durch die von Manfred Krug am 31. Oktober 1965 im Rahmen einer Veranstaltung von Lyrik – Jazz – Prosa vorgetragene Erzählung Die Kuh im Propeller (im Original: Der Agitator aus Teterkin bestellt einen Aeroplan) bekannt.
Der Asteroid (5759) Zoshchenko ist nach ihm benannt.

## Zeitgenössische Rezeption
„Dieser viel beachtete und schnell zu Ruhm gelangte Russe kennt sein Land, wie es war, als der Zar noch regierte, und er weiß auch, was die große Umwälzung aus ihm gemacht hat – das „andere Rußland“. Menschen mit krausen Gehirnen und wunderlichen Herzen aufzuzeichnen, ist seine tapfere satirische Aufgabe geworden.“

## Werke
- Erzählungen des Nasar Iljitsch Herrn Blaubauch (Рассказы Назара Ильича, господина Синебрюхова, 1922).
- Der redliche Zeitgenosse (1926).
- Was die Nachtigall sang (1927).
- Teterkin bestellt einen Aeroplan. Prager Verlag, Leipzig/Wien 1931
- Die wiedererlangte Jugend (Возвращённая молодость, 1933).
- Schlaf’ schneller, Genosse! Erzählungen. Rowohlt, Stuttgart 1940; Neuauflage: Ullstein, Frankfurt am Main/Berlin 1966.
- Das Himmelblaubuch (Голубая книга, 1935); deutsche Ausgabe in der Übersetzung von Thomas Reschke und mit Illustrationen von Otto Schack bei Rütten & Loening, Berlin, 1973.
- Erzählungen über Lenin (Рассказы о Ленине, 1940).
- Vor Sonnenaufgang (Перед восходом солнца), Autobiographie; erste Kapitel in der Zeitschrift Oktjabr, 1943; erste vollständige Ausgabe USA 1968, in Russland 1987, deutsche Übersetzung unter dem Titel Schlüssel des Glücks, Reclam, Leipzig 1977.
- Lob des Automobils.
- Die Stiefel des Zaren. Erzählungen aus dem heutigen Russland (Zarskie sapogi). Mit 25 Zeichnungen von Erich Ohser (E. O. Plauen). Aus dem Russischen von Joseph Kalmer. Büchergilde Gutenberg, Berlin 1930.
- Werthers Leiden oder Die Zukunftsvisionen eines Radfahrers. Rütten & Loening, Berlin 1968.
- Eine schreckliche Nacht. Erzählungen. Verlag der Nation, Berlin 1986.
- Wie mit Gabeln aufs Wasser geschrieben. Erzählungen. Deutsch von Thomas Reschke. Persona Verlag, Mannheim 2004, ISBN 3-924652-32-5 (Voransicht des Buches bei Google Books).